# Krigen er forbi
Krigen er forbi er en dansk oplysningsfilm fra 2003, der er instrueret af Liban O. C. Holm, Jeppe Lindhardtsen.

## Handling
Filmen introducerer seerne til Mozambique og mennesker, der beretter om områdets plage: landminer.